# Vajmyga
La Vajmyga (in russo Ваймуга?) è un fiume della Russia europea, affluente di sinistra della Ëmca, nel bacino della Dvina settentrionale. Scorre nell'Oblast' di Arcangelo, nei rajon Pleseckij e Cholmogorskij.
Il fiume ha origine dal lago Obozero a ovest di Obozerskij; scorre in direzione nord-orientale, attraversa Samoded e dopo aver descritto un ampio semicerchio si dirige verso sud-est attraverso un terreno paludoso sfociando nella Ëmca a 11 km dalla foce, a sud-ovest di Emeck. Ha una lunghezza di 152 km, il suo bacino è di 4 210 km². 
Il suo maggior affluente è la Kalažma (lunga 110 km) proveniente dalla destra idrografica.